# 阿米尔·阿都拉汗·尼亚兹
阿米尔·阿都拉汗·尼亚兹（1915年—2004年2月1日），昵称A·A·K，是一位巴基斯坦将军。在孟加拉国解放战争和第三次印巴战争期间，他在东巴基斯坦(现在的孟加拉国)指挥东巴基斯坦陆军司令部，他签署了投降书，因为在71年12月16日，他的部队根据当时的巴基斯坦总统叶海亚·汗的命令，向印度陆军的东部司令部中将贾吉特·辛格·奥罗拉投降。
尼亚兹的责任区包括在1971年战争期间保卫东巴基斯坦免受印度的伤害，巴基斯坦军方的作家和批评者认为他对他单方面投降巴基斯坦东部司令部的决定负有道义责任，这导致了巴基斯坦的失败，印度取得了决定性的胜利，孟加拉国获得了独立。:170
在被作为第三次印巴战争的战俘关押3年多后，作为德里协定的一部分，他于1975年4月30日被遣返回巴基斯坦。他在时任巴基斯坦最高法院首席大法官韩杜尔·拉曼领导的战争调查委员会接受调查，并被不光彩地退役。委员会指控他有东巴基斯坦的侵犯人权行为和在孟加拉国解放战争期间进行走私活动；他被认为对巴基斯坦在冲突期间的军事失败负有责任。 然而，尼亚兹否认了这些指控，并要求军事法庭的律师辩护，同时坚称他是按照拉瓦尔品第的巴基斯坦军队总部命令行事；军事法庭从未获得批准。
战后，他仍然活跃在巴基斯坦政治中，并在20世纪70年代支持巴基斯坦全国联盟反对佐勒菲卡尔·阿里·布托政府的巴基斯坦保守主义。
1999年，他写了一本书《东巴基斯坦的背叛》，在书中，他提供了他自己对那决定性一年事件的真实版本。尼亚兹于2004年2月1日在巴基斯坦旁遮普省的拉合尔去世。